# Drosteeffekt
Drosteeffekten betegner en speciel form for et rekursivt billede, hvor et billede indeholder en mindre version af sig selv inde i billedet, hvor det realistisk ville være placeret. Det mindre billede indeholder så igen et endnu mindre billede af sig selv, og så videre. 
Et eksempel på drosteeffekten kan opnås ved at placere to spejle over for hinanden.

## Oprindelse
Drosteeffekten har sit navn fra det hollandske kakaomærke Droste (se billede).